# Phyllachora callistemonis
Phyllachora callistemonis är en svampart. Phyllachora callistemonis ingår i släktet Phyllachora och familjen Phyllachoraceae.

## Underarter
Arten delas in i följande underarter:
- similis
- langdonii
- callistemonis